# Skrbuša
Skrbuša (en serbe cyrillique : Скрбуша) est un village du centre du Monténégro, dans la municipalité de Kolašin.

## Démographie

### Évolution historique de la population
| 1948 | 1953 | 1961 | 1971 | 1981 | 1991 | 2003 |
| ---- | ---- | ---- | ---- | ---- | ---- | ---- |
| 52   | 52   | 68   | 89   | 67   | 16   | 23   |